# Torresta, Uppsala kommun
Torresta är en bebyggelse i Västeråkers socken i Uppsala kommun. Från 2015 avgränsar SCB här en småort.